# Horizon 2020

Logo du programme « Horizon 2020 »

Horizon 2020 - ou H2020 - est le PCRD (programme européen pour la recherche et le développement) pour la période 2014-2020. Il prend la suite du Septième programme-cadre de recherche,, et du programme pour la compétitivité et l’innovation (CIP 2007 2013) ; il intègre aussi Euratom et l'IET (Institut européen d'innovation et de technologie). Il est doté d'un budget de 79 milliards d'euros.
Le 3 février 2017, la Commission européenne a publié un document de travail en vue de l’évaluation à mi-parcours d’Horizon 2020 et de la préparation du prochain programme-cadre européen (FP9). La France a également émis une note bilan sur la participation française à mi-parcours.

## Principales différences avec les programmes précédents
Horizon 2020 doit présenter, selon la Commission européenne, des évolutions majeures par rapport aux programmes cadres de recherche qui l'ont précédé. Ces évolutions sont matérialisées par un nouveau nom et des changements variés, :
- Simplification des procédures et des règles avec pour objectif l'obtention des subventions de 100 jours
- Ouverture à des acteurs nouveaux, y compris avec des idées non conventionnelles, favorisant les innovateurs
- Soutien de l'idée à la commercialisation sur tout le processus
- Soutien accru aux innovations proches du marché
- Renforcement de la prise en compte des préoccupations de la population et des défis sociétaux
- Possibilités accrues pour les nouveaux entrants et jeunes chercheurs de présenter leurs travaux

## Programme d'Horizon 2020
Horizon 2020 regroupe l'ensemble des actions de l'Union européenne en faveur de la recherche et de l'innovation pour la première fois dans un seul programme.
Le programme recentre les financements sur trois piliers : l'excellence scientifique, la primauté industrielle et les défis sociétaux.
Le pilier « excellence scientifique » inclut : le Conseil européen de la recherche, les technologies futures et émergentes au sein du Human Brain Project et les Actions Marie Skłodowska-Curie.
Le pilier « primauté industrielle » recouvre en particulier les TIC, les nanotechnologies, les matériaux avancés, les biotechnologies, les systèmes de fabrication et de traitement avancés et l'espace.
Enfin, le pilier « défis sociétaux » inclut particulièrement : la santé, l'évolution démographique et le bien-être ; la sécurité alimentaire, l’agriculture durable, la recherche marine et maritime et la bioéconomie ; les énergies sûres, propres et efficaces ; les transports intelligents, verts et intégrés ; la lutte contre le changement climatique, l’utilisation efficace des ressources et les matières premières et la notion de sociétés inclusives, novatrices et sûres.
Hormis ces trois priorités, Horizon 2020 a aussi d'autres visées :
- propager l'excellence et élargir la participation à H2020 ;
- la science avec et pour la société ;
- EIC ;
- Programme COST ;
- Euratom.

### Open Access: un axe important d'Horizon 2020
OpenAIRE fait partie des projets Horizon 2020. Son objectif est de participer au développement du mandat de libre accès en Europe. C'est une structure décentralisée où chaque État membre est représenté. Ses trois objectifs principaux sont :
- proposer des outils pour les dépôts des publications,
- faciliter le dépôt des différentes types de publication,
- travailler avec les communautés sur les différentes méthodes d'accès et de dépôt. Le répertoire Zenodo a été créé par ce projet avec le CERN.

## Participation à Horizon 2020

### Principaux bénéficiaires
- European Processor Initiative
- NEO-MAPP, projet spatial sur les géocroiseurs, piloté par le Centre National de la Recherche Scientifique français (CNRS)[10].
- NEOROCKS (2020-2023), autre projet spatial sur les géocroiseurs, piloté par l'Institut national d'astrophysique italien (INAF)[11].

### Événements en lien avec le programme

#### Prix de l'Union Européenne pour les femmes innovatrices
Le prix de l'Union européenne pour les femmes innovatrices est un prix scientifique fondé en 2011 et décerné par la commission européenne dans le cadre du programme Horizon 2020. Il récompense des femmes ayant fondé ou co-fondé une entreprise et ayant commercialisé un produit innovant grâce à l'aide de financements européens dans le domaine de la recherche et de l'innovation.

## Sources

## Compléments